# Myotragus
Myotragus – rodzaj wymarłych ssaków parzystokopytnych z rodziny wołowatych (Bovidae) obejmująca gatunki zasiedlające od wczesnego pliocenu do holocenu balearskie wyspy Majorka i Minorka.

## Systematyka
Kontynentalni przodkowie Myotragus zasiedlili Baleary około 5,7–5,35 milionów lat temu, podczas kryzysu messyńskiego. Wraz z upływem czasu w ośrodkowym układzie nerwowym Myotragus zachodziły zmiany ewolucyjne, widoczne między innymi w spadku względnej wielkości mózgu i spadku wielkości narządów zmysłowych. Zmiany wynikały z potrzeb dostosowania się zwierząt do specyfiki wyspiarskiego ekosystemu, który charakteryzował się ograniczeniem zasobów troficznych i brakiem zagrożenia ze strony drapieżników. Myotragus nie wyginęły na skutek zmian klimatycznych, lecz w rezultacie kolonizacji wysp przez ludzi.
Wyniki badań filogenetycznych z wykorzystaniem mitochondrialnego genu cytochromu b wskazały pokrewieństwo z owcami (Ovis) i kozłowatymi z rodzaju Budorcas.
Do rodzaju Myotragus zaliczane są gatunki:
- M.kopperi
- M. batei (synonim: M. binigausensis)
- M. balearicus
- Myotragus antiquus
- Myotragus palomboi

W opracowaniach naukowców pojawiają się opinie, że takson powinien obejmować tylko gatunki żyjące w górnym pliocenie i holocenie, a dla gatunków występujących wcześniej winien zostać utworzony odrębny takson. Tak rozumiany Myotragus (sensu stricto) obejmowałby tylko:
- M. kopperi
- M. batei (synonim: M. binigausensis)
- M. balearicus

Pierwsze pojedyncze kopalne ślady istnienia Myotragus odkryła w 1909 roku brytyjska paleontolożka Dorothea Bate. Odkrytemu i opisanemu kilkadziesiąt lat później gatunkowi Myotragus batei naukowcy nadali epitet gatunkowy będący eponimem mającym na celu upamiętnienie jej dokonań naukowych.